# Latające Tygrysy

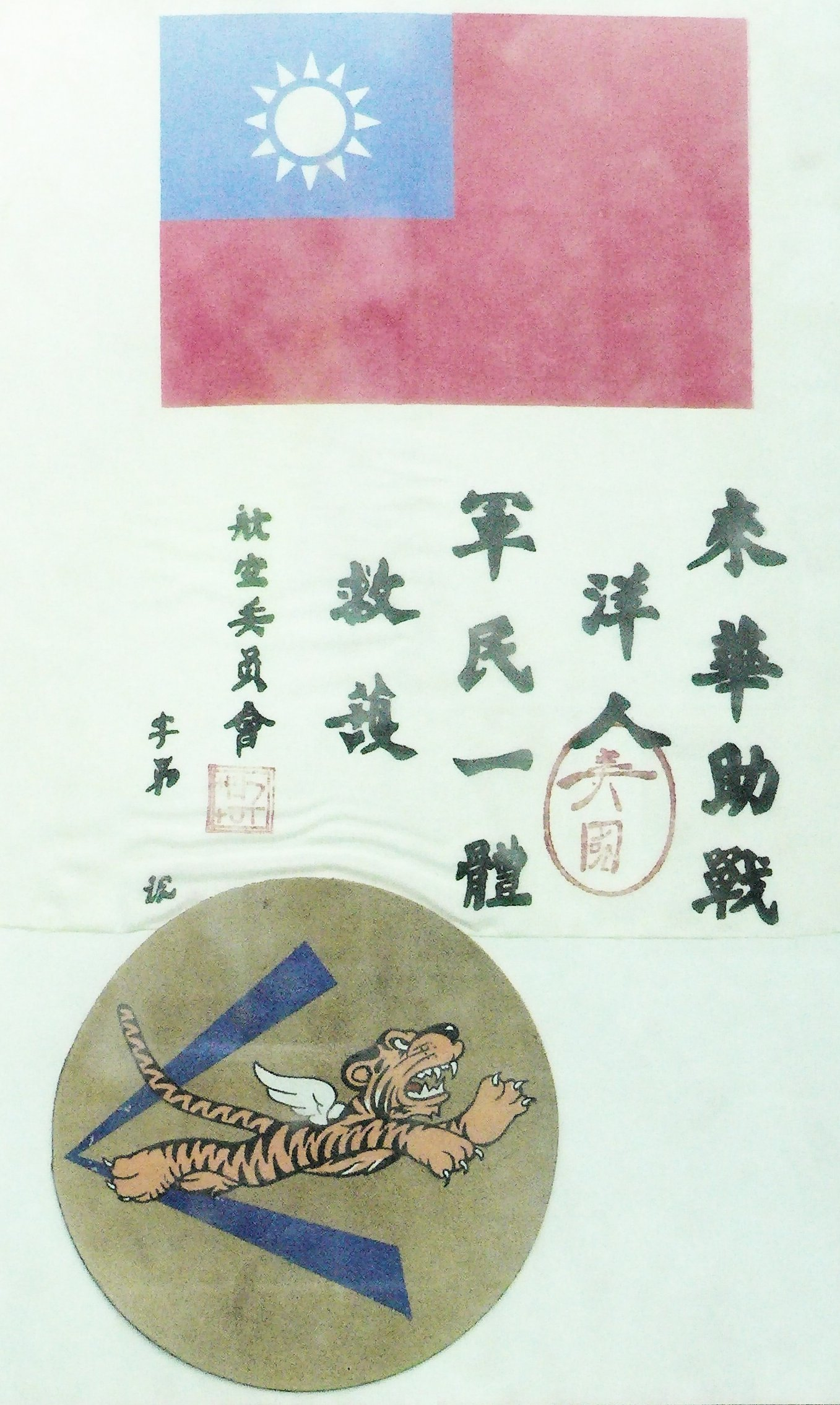
Oznaka „Flying Tigers” – tekst po chińsku oznacza: „Ten cudzoziemiec przybył do Chin do pomocy w wojnie. Wszyscy żołnierze i cywile powinni ratować go, chronić i zapewnić opiekę medyczną”

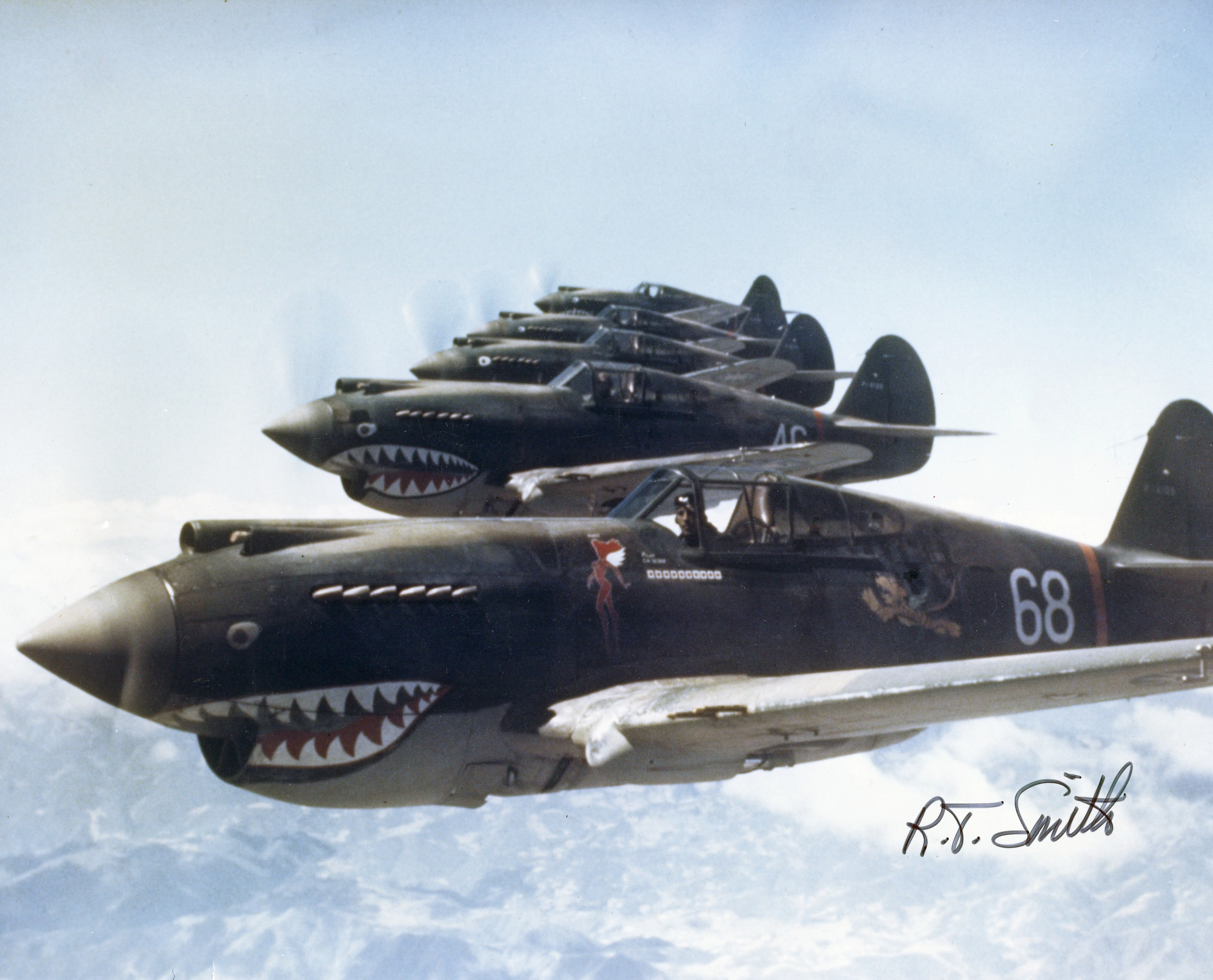
Latające Tygrysy nad Chinami, 28 maja 1942

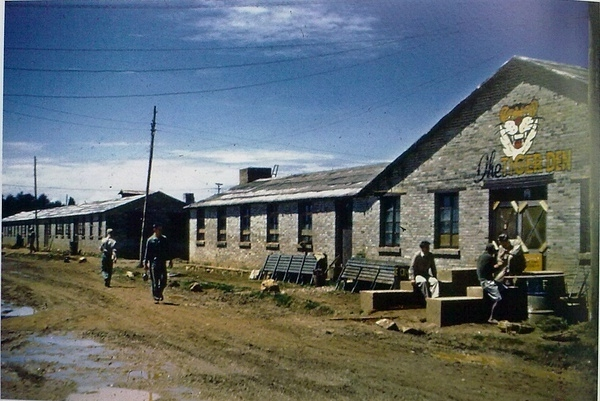
Byłe koszary Latających Tygrysów, 1944 lub 1945 rok

Latające Tygrysy (ang. Flying Tigers) – potocznie używana nazwa Amerykańskiej Grupy Ochotniczej (American Volunteer Group – AVG), składającej się z pilotów myśliwskich, walczących w Birmie i Chinach przeciw wojskom japońskim podczas II wojny światowej, a następnie regularnych jednostek lotnictwa amerykańskiego działających na tym obszarze.

## Geneza
Pomysł utworzenia ochotniczej grupy pilotów amerykańskich, pomagających w walce Chin z agresją japońską, wyszedł pod koniec 1940 od emerytowanego majora lotnictwa amerykańskiego, Claire’a Chennaulta, który zajmował stanowisko doradcy do spraw lotnictwa chińskiego przywódcy Czang Kaj-szeka podczas wojny chińsko-japońskiej. Mimo że USA wówczas nie znajdowały się w stanie wojny, władze amerykańskie udzielały pewnej pomocy materialnej krajom alianckim, a także upatrywały zagrożenia w ekspansji japońskiej w Azji. Przypuszczano, że upadek Chin zachęci Japonię do ataku na posiadłości amerykańskie i brytyjskie. Dlatego rząd amerykański zdecydował sprzedać na kredyt do Chin 100 nowoczesnych wówczas myśliwców Curtiss H-81A3 (P-40C, Tomahawk IIB), które miały być pierwotnie skierowane do Wielkiej Brytanii.
Operację tę organizował głównie współpracownik prezydenta Roosevelta, Lauchlin Currie. W drodze zaciągu ochotniczego zwerbowano za nieoficjalną aprobatą rządu amerykańskiego 100 pilotów – 40 z lotnictwa Armii (Army Air Forces) i 60 z lotnictwa Marynarki (US Navy) i Marines, oraz 200 techników obsługi naziemnej. Wystąpili oni ze służby wojskowej i zostali oficjalnie zatrudnieni przez zakłady CAMCO (Central Aircraft Manufacturing Company), montujące samoloty Curtissa w Chinach, jako „instruktorzy” z wynagrodzeniem 500 dolarów miesięcznie dla pilotów i 650 dolarów dla dowódców eskadr. Ponadto za zestrzelenie wrogiego samolotu mieli otrzymywać 500 dolarów premii (później także za zniszczenie samolotu na ziemi). Sformowano w ten sposób Pierwszą Amerykańską Grupę Ochotniczą (American Volunteer Group – AVG), której dowódcą został Claire Chennault. Planowano też sformowanie grupy bombowej i drugiej grupy myśliwskiej, lecz plany te zarzucono po ataku japońskim na Pearl Harbor.

## Działania
Piloci AVG przybyli do Birmy w lecie i jesienią 1941 i rozpoczęli tam trening. Ponieważ wielu z nich było niedoświadczonych, nacisk kładziono głównie na walki zespołowe, wykorzystujące szybkość ataku i przewagę uzbrojenia amerykańskich samolotów, zamiast indywidualnych pojedynków z bardziej doświadczonymi Japończykami, posiadającymi zwrotniejsze samoloty myśliwskie. W miejsce trzy samolotowych kluczy, podstawową formacją AVG było 2 lub 3 pary samolotów. Samoloty stopniowo napływały do grupy, a części zamienne były trudne do uzyskania, przy czym część pilotów zrezygnowała i w efekcie grupa nigdy realnie nie liczyła więcej niż 62 samoloty z pilotami. Pod koniec działalności grupy, otrzymała ona 50 nowych myśliwców P-40E jako uzupełnienie.
Myśliwce AVG wyróżniały się malowaniem, mając uzębione „paszcze” rekina malowane z przodu na osłonie silnika. Nosiły chińskie znaki rozpoznawcze („słońce Kuomintangu”). Grupa wkrótce zaczęła być nazywana nieformalnie Latającymi Tygrysami (Flying Tigers). Dzieliła się na trzy dywizjony: 1. (Adam & Eves – Adam i Ewy), 2. (Panda Bears – Niedźwiedzie Pandy) i 3. (Hell's Angels – Aniołowie Piekieł).
Grupa nie osiągnęła gotowości bojowej przed przystąpieniem USA do wojny – miała wówczas 82 pilotów i 79 samolotów, lecz nie wszystkie sprawne. Dwa dywizjony bazowały w Kunming w Chinach, a trzeci w Mingaladon koło Rangunu w Birmie.
Pierwsza akcja bojowa Latających Tygrysów miała miejsce 20 grudnia 1941 roku. Zestrzelili wówczas trzy japońskie bombowce Kawasaki Ki-48 w okolicy Kunming i uszkodzili czwarty, który się następnie rozbił. Trzeci dywizjon w sile 18 samolotów bronił Rangunu w dniach 23–25 grudnia, zgłaszając zestrzelenie około 90 samolotów japońskich, głównie bombowców (w rzeczywistości liczba ta była niższa). Pozostałe dywizjony broniły Rangunu rotacyjnie w styczniu i lutym 1942 roku. Po zdobyciu Rangunu przez Japończyków w marcu, AVG przesunięto do baz w Chinach. W lipcu 1942 większości pilotów skończyły się kontrakty i grupę rozformowano. Według oficjalnych danych amerykańskich, AVG zestrzeliła 297 samolotów przeciwnika, lecz nowsze badania ustaliły (autor Daniel Ford), że zniszczono około 115 samolotów japońskich w powietrzu i na ziemi. AVG utraciła 21 pilotów zabitych, zaginionych lub wziętych do niewoli.
Claire Chennault został następnie przyjęty ponownie do lotnictwa amerykańskiego w stopniu pułkownika, a następnie brygadiera i został mianowany dowódcą amerykańskiej 14 Armii Lotniczej. Po 14 lipca 1942 ochotnicza grupa AVG została zastąpiona na obszarze działania w Chinach przez 23 Grupę Myśliwską amerykańskich sił powietrznych. Jedynie pięciu pilotów AVG przeszło za pułkownikiem Chennaultem do nowych jednostek w Chinach. Większość pilotów AVG została pilotami transportowymi w Chinach, powróciła do zajęć cywilnych w USA lub została powołana do służby wojskowej w innych regionach. Mimo to, pułkownik Chennault, piloci i prasa amerykańska w dalszym ciągu używały nazwy „Latające Tygrysy” wobec jednostek amerykańskich na obszarze Chin, zwłaszcza wobec 23 Grupy Myśliwskiej.

## Weterani
Jednym z bardziej znanych pilotów AVG był Gregory „Pappy” Boyington, który jednak został zwolniony w kwietniu 1942 roku. Największym asem AVG był Robert Neale, który odniósł oficjalnie 13 zwycięstw, następnie David Lee Hill z liczbą 10 i 1/4 zwycięstwa. Do AVG dołączył także pod koniec istnienia grupy as myśliwski z okresu wojny domowej w Hiszpanii, Albert Baumler, który służył następnie w 23 Grupie. Ostatni weteran Latających Tygrysów zmarł w lutym 2020 roku.
W okresie od lipca do grudnia 1943 roku w składzie Latających Tygrysów służył Witold Urbanowicz, który jako jedyny polski pilot zestrzelił dwa japońskie samoloty.

## W kulturze masowej
W 1942 roku nakręcono film Latające Tygrysy z Johnem Wayne’em w roli głównej.